# شركة لويس دريفوس
شركة لويس دريفوس بي في هي شركة تجارية عالمية تعمل في مجال الزراعة، ومعالجة الأغذية، والشحن الدولي، والتمويل. تمتلك الشركة العديد من صناديق التحوط كما تدير العديد من السفن، وتطور وتدير البنية التحتية للاتصالات غير مشاركتها في التطوير العقاري والإدارة والملكية. تعتبر الشركة من الشركات الفرعية "ABCD"، إلى جانب آرتشر دانييلز ميدلاند وبونج وكارجيل. التي تهيمن على تجارة السلع الزراعية العالمية.
تسيطر الشركة حوالي 10% من تدفقات تجارة المنتجات الزراعية في العالم، بالاضافة إلى انها أكبر تاجر للأرز والقطن في العالم. ويعتبرها الكثيرون انها ثاني أكبر لاعب في سوق السكر في العالم. توسعت شركة لويس دريفوس بي في لتصبح ثالث أكبر تاجر في العالم في تجارة النحاس والزنك والرصاص المركز خلف شركتي جلينكور و ترافيجورا.

## الفروع
تقع الشركة في روتردام بهولندا. يقع المقر الرئيسي للشركة لويس دريفوس القابضة بي في في مركز التجارة العالمي في أمستردام. توجد فروع للشركة في أكثر من 100 دولة، ولها 72 مكتبا. تقع المكاتب الرئيسية في جنيف ولندن وبكين وبوينس آيرس وباريس وساو باولو وسنغافورة ونيويورك وكونيتيكت.
تجاوز إجمالي المبيعات السنوية في السنوات الأخيرة حاجز 120 مليار دولار. ولديها أكثر من 22,000 شخص على مستوى العالم في موسم الذروة.

## التاريخ
في عام 1851، تأسست شركة لويس دريفوس في منطقة الألزاس بفرنسا على يد ليوبولد دريفوس، ابن المزارع اليهودي لويس دريفوس، عندما كان يبلغ 18 عاما فقط. قام دريفوس بشراء القمح من المزارعين المحليين في الألزاس ونقله إلي بازل في سويسرا، علي بعد 13 كم من الألزاس. كون ليوبولد ثروة وهو لايزال مراهقا من خلال تجارة الحبوب عبر الحدود. مع تنوع تجارته بدأ بشحن أنواع متعددة من الحبوب والمحاصيل الزراعية والأسلحة والنفط والبنوك، إلى أن نجح في إنشاء شركة أصبحت الآن من اغني الشركات في أوروبا، والتي مازال نسله يمتلكونها حتي الآن. في بداية القرن الماضي، تم وصف الشركة بأنها واحدة من «أكبر خمس ثروات في فرنسا». خلال الحرب العالمية الثانية صادرت حكومة فيشي الكثير من ممتلكات الأسرة لكونهم أسرة يهودية، مما دفع بعضا من أفراد الأسرة إلى الهجرة إلى الولايات المتحدة.
أصبح جيرارد لويس دريفوس، حفيد ليوبولد، ووالد الممثلة الأمريكية جوليا لوي دريفوس- الحاصلة على جائزتي إيمي عن دورها في مسلسلي ساينفيلد ونائبة الرئيس- رئيس مجلس إدارة لويس دريفوس لخدمات الطاقة، التابعة لمجموعة تجارة النفط الخام واستثمارات الغاز والبنية التحتية. للأسرة فرع أخر في باريس، يرأسه روبرت لويس دريفوس- الرئيس التنفيذي السابق لشركة أديداس- حتى وفاته في عام 2009. شغلت أرملته مارجريتا بوغدانوفا لويس دريفوس روسية الجنسية المنصب بعده. بينما يرأس فيليب لويس دريفوس (من مواليد 1945) فرعًا ثالثًا من أعمال العائلة، يهتم بشكل أساسي بالأنشطة الصناعية الخارجية وعمليات شحن البضائع.
في 11 مايو 2018، باعت شركة لويس دريفوس منصة المعادن الخاصة بها، لصندوق استثمار الموارد الطبيعية التابع لشركة NCCL. وصل السعر النهائي للصفقة إلى 466 مليون دولار أمريكي.

## وصلات خارجية
- الموقع الرسمي لشركة لويس دريفوس.
- الموقع الرسمي لشركة لويس دريفوس القابضة.